# Радіохвилі

Анімація напівхвильової дипольної антени, що випромінює радіохвилі. Антена в центрі — це два вертикальні металеві стрижні, на яку подано змінний електричний струм, який заряджає їх поперемінно позитивно (+) і негативно (–). Показані лінії електричного поля, які залишають антену та рухаються від неї зі швидкістю світла.

Радіохви́лі — діапазон електромагнітних хвиль з довжиною хвилі понад приблизно 1 мм (тобто з частотою нижче 300 ГГц). Як і всі електромагнітні хвилі, радіохвилі у вакуумі поширюються зі швидкістю світла, а в атмосфері Землі — з трохи меншою швидкістю. Радіохвилі генеруються зарядженими частинками, які рухаються з прискоренням, наприклад змінними в часі електричними струмами. В природі радіохвилі випромінюють блискавки, різні типи астрономічних радіоджерел, а також усі нагріті об'єкти як теплове випромінювання.
В експериментах Герца (1880-ті) вперше були одержані хвилі з довжиною кілька десятків сантиметрів. В 1895-99 О. Попов вперше використав радіохвилі для бездротового зв'язку. З розвитком радіотехніки розширявся і частотний діапазон хвиль, що можуть бути згенеровані чи сприйняті радіоапаратурою. В природі існують і природні джерела радіохвиль у всіх частотних діапазонах. Наприклад таким джерелом може бути будь-яке нагріте тіло. Також радіохвилі можуть генеруватися деякими природними явищами (блискавка) або космічними об'єктами (нейтронні зірки).
Використовуються радіохвилі не лише для власне радіо, але й для локації, дослідження космічних об'єктів, дослідження середовища, в якому вони поширюються, і в радіометеорології.

## Класифікація за довжиною
Радіохвилі довжиною 100-10 км (частота 3-30 кГц) та довжиною 10-1 км (частота 30-300 кГц) називаються наддовгими (НДХ) та довгими (ДХ) хвилями, розповсюджуються у вільному просторі вздовж поверхні Землі і вдень і вночі і мало поглинаються водою. Тому їх використовують, наприклад, для зв'язку з підводними човнами (наддовгі хвилі). Однак, вони сильно слабшають по мірі віддалення від передавача, і тому передавачі повинні бути дуже потужними.
Хвилі довжиною 1000—100 м (частота 0,3-3 МГц), так звані середні хвилі (СХ), вдень сильно поглинаються іоносферою (верхнім шаром атмосфери, що має велику концентрацію іонів) та швидко слабшають, коли вночі іоносфера їх відбиває. Середні хвилі використовують для радіомовлення, причому вдень можна чути лише близько розташовані станції, а вночі — ще й дуже віддалені.
Хвилі довжиною 100-10 м (частота 3-30 МГц), так звані короткі (КХ), надходять до антени приймача, відбиваючись від іоносфери, причому вдень краще відбиваються коротші, а вночі — довші з них. Для таких радіохвиль можна створювати антени передавачів, котрі випромінюють електромагнітну енергію направлено, фокусують її у вузький промінь, і таким чином збільшувати потужність сигналу, що надходить до антени приймача. На коротких хвилях працює більшість станцій радіозв'язку — суднових, літакових та ін., а також багато станцій радіомовлення.
Радіохвилі довжиною 10 м-0,3 мм (частота 30 МГц-1 ТГц), що називаються ультракороткими (УКХ), не відбиваються і не поглинаються іоносферою, а на кшталт світлових променів, пронизують її і відходять у космос. Тому зв'язок на УКХ можливий лише на таких відстанях, коли антена приймача «бачить» антену передавача, тобто коли немає нічого між антенами, що могло б заступати шлях цим хвилям (гора, будинок, опуклість Землі та ін.). Тому, УКХ використовують в основному для радіорелейного зв'язку, телебачення, супутникового зв'язку, а також в радіолокації.
| Піддіапазон          | Довжина хвилі, м | Частота коливань, Гц |
| -------------------- | ---------------- | -------------------- |
| Наддовгі хвилі       | Більша 104       | Менша 3·104          |
| Довгі хвилі          | 104 — 103        | 3·104 — 3·105        |
| Середні хвилі        | 103 — 102        | 3·105 — 3·106        |
| Короткі хвилі        | 102 — 10         | 3·106 — 3·107        |
| Метрові хвилі        | 10 — 1           | 3·107 — 3·108        |
| Дециметрові хвилі    | 1 — 10−1         | 3·108 — 3·109        |
| Сантиметрові хвилі   | 10−1 — 10−2      | 3·109 — 3·1010       |
| Міліметрові хвилі    | 10−2 — 10−3      | 3·1010 — 3·1011      |
| Субміліметрові хвилі | 10−3 — 10−5      | 3·1011 — 3·1012      |

## Випромінювання та прийом

Анімована схема напівхвильової дипольної антени, яка приймає радіохвилю. Антена складається з двох металевих стрижнів, з'єднаних з приймачем R. Електричне поле (E, зелені стрілки) вхідної хвилі штовхає електрони в стрижнях вперед і назад, заряджаючи кінці по черзі позитивно (+) і негативно (–). Оскільки довжина антени становить половину довжини хвилі, коливальне поле індукує стоячі хвилі напруги (V, представлене червоною смугою) і струму в стрижнях. Коливальні струми (чорні стрілки) протікають по лінії передачі та через приймач (позначений опором R).

Радіохвилі випромінюються зарядженими частинками під час їх прискорення. Природні джерела радіохвиль включають радіошум, створений блискавкою та іншими природними процесами в атмосфері Землі, а також астрономічні джерела радіохвиль у космосі, такі як Сонце, галактики та туманності. Усі теплі об'єкти випромінюють високочастотні радіохвилі (мікрохвилі) як частину випромінювання чорного тіла.
Радіохвилі створюються штучно змінними в часі електричними струмами, що складаються з електронів, які рухаються у металевому провіднику спеціальної форми, який називається антеною. Електронний пристрій під назвою радіопередавач подає коливальний електричний струм до антени, а антена випромінює потужність у вигляді радіохвиль. Радіохвилі приймаються іншою антеною, приєднаною до радіоприймача. Коли радіохвилі потрапляють на приймальну антену, вони рухають електрони в металі, створюючи маленькі коливальні струми, які реєструються приймачем.
З точки зору квантової механіки, як і інше електромагнітне випромінювання, наприклад світло, радіохвилі можна розглядати як потоки незаряджених елементарних частинок, які називаються фотонами. В передаючий антені електрони випромінюють енергію окремими порціями, які називаються радіофотонами, а в приймальній антені електрони поглинають енергію як радіофотони. Антена є когерентним випромінювачем фотонів, як лазер, і всі радіофотони знаходяться в фазі. Однак за формулою Планка-Ейнштейна {\displaystyle E=h\nu } енергія окремих радіофотонів надзвичайно мала, від 10 −22 до 10 −30 джоулів, і навіть у передавачі дуже малої потужності антена випромінює величезну кількість фотонів за секунду. Тому випромінювання та поглинання радіохвиль зазвичай розглядають як неперервний класичний процес, що описується рівняннями Максвелла. Відомим винятком, коли випромінювання і поглинання радіохвиль доводиться розглядати з квантової точки зору, є радіолінії окремих атомів і молекул в радіоастрономії.

## Поширення
В однорідному середовищі радіохвилі поширюються прямолінійно зі сталою для даного середовища швидкістю — так зване вільне поширення. Близьким до вільного є поширення радіохвиль в космічному просторі.
На поширення в атмосфері і в товщі Землі, при відсутності спрямовуючих систем типу хвилеводів, впливають електродинамічні властивості атмосфери і земної кори, кривина земної поверхні і нерівності її рельєфу. Вплив атмосфери зумовлюється наявністю в ній плазми, в її верхніх шарах, та речовин, в основному кисню і водяної пари, що сильно поглинають сантиметрові й міліметрові радіохвилі; вплив земної кори — збудженням у ній радіохвилею електричного струму, на що витрачається частина енергії хвилі. Кривина земної поверхні і нерівності її рельєфу є причиною дифракції радіохвиль. Помітно дифрагують лише наддовгі та довгі радіохвилі. Коротші радіохвилі поширюються прямолінійно й огинають земну поверхню внаслідок відбивання від іоносфери, яка є відбивним середовищем для радіохвиль від наддовгих до коротких. Короткі радіохвилі, багаторазово відбиваючись від іоносфери і поверхні Землі, поширюються у своєрідному сферичному радіохвилеводі, стінками якого є нижня границя іоносфери і земна поверхня. Такі хвилі здатні забезпечувати радіозв'язок між найвіддаленішими пунктами Землі. З відбиванням радіохвиль від іоносфери пов'язане і явище завмирання радіосигналу, що пояснюється наявністю в ній зон з неоднаковими густиною й електричним зарядом. Для метрових і дециметрових хвиль іоносфера практично прозора. На цих хвилях підтримується зв'язок з літальними апаратами, які перебувають за межами іоносфери. Завдяки прозорості іоносфери для таких хвиль виявлено радіовипромінювання від неземних джерел, що дало поштовх розвиткові радіоастрономії.

## Історія дослідження радіохвиль
Радіохвилі були вперше передбачені теорією електромагнетизму, запропонованою в 1867 році шотландським фізиком-математиком Джеймсом Клерком Максвеллом. Його математична теорія, яка зараз називається рівняннями Максвелла, передбачила, що пов’язані електричне та магнітне поля можуть поширюватися в просторі як «електромагнітна хвиля». Максвелл припустив, що світло складається з електромагнітних хвиль дуже короткої довжини хвилі. У 1887 році німецький фізик Генріх Герц продемонстрував реальність електромагнітних хвиль Максвелла, експериментально генеруючи радіохвилі у своїй лабораторії, показавши, що вони виявляють ті самі хвильові властивості, що й світло: стоячі хвилі, заломлення, дифракцію та поляризацію. Італійський винахідник Гульєльмо Марконі розробив перші практичні радіопередавачі та приймачі близько 1894–1895 років. У 1909 році він отримав Нобелівську премію з фізики за роботу в галузі радіо. Радіозв'язок почав використовуватися в комерційних цілях близько 1900 року. Сучасний термін «радіохвиля» замінив оригінальну назву «хвиля Герца» приблизно в 1912 році.